# NGC 5559
NGC 5559 је спирална галаксија у сазвежђу Волар која се налази на NGC листи објеката дубоког неба.
Деклинација објекта је + 24° 47' 56" а ректасцензија 14h 19m 12,5s. Привидна величина (магнитуда) објекта NGC 5559 износи 14,1 а фотографска магнитуда 14,9. Налази се на удаљености од 66,763 милиона парсека од Сунца. NGC 5559 је још познат и под ознакама UGC 9166, MCG 4-34-17, CGCG 133-32, IRAS 14169+2501, PGC 51155.